# Karácsonyi cserebere: Az új hasonmás
A Karácsonyi cserebere: Az új hasonmás (eredeti cím: The Princess Switch: Switched Again) 2020-ban bemutatott amerikai karácsonyi romantikus filmvígjáték, melyet Mike Rohl rendezett, valamint Robin Bernheim és Megan Metzger írt. Folytatása a 2018-as Karácsonyi cserebere című filmnek. Vanessa Hudgens (hármas szerepben), Sam Palladio, Suanne Braun és Nick Sagar a főszereplők.
A film 2020. november 19-én jelent meg a Netflixen.

## Rövid történet
Margaret hercegnő váratlanul megörökli a trónt, szakítás közben van Kevinnel, az ő hasonmásán, Stacy-n múlik, hogy megmentse a helyzetet, mielőtt egy új hasonmás, Fiona törvénytelenül megkoronáztatná magát.

## Cselekmény
Az első film cselekménye után két évvel Stacy Belgravia hercegnője, míg Margaret a király halála és fia, Howard lemondása után készül a montenarói trónra lépni. Margaret ideges az ország irányításával járó felelősség vállalásától, ezért egy félreértés miatt véget vetett kapcsolatának Kevinnel, aki most saját pékséget vezet Oliviával Chicagóban.
Stacy a koronázásra menet meglepetésszerűen meglátogatja  Kevint.  Stacy meggyőzi a férfit, hogy  utazzon vele és Edward herceggel a koronázásra. Közben saját kapcsolati problémáik vannak, mivel Stacy  elhanyagolja Edwardot, miközben ő a jótékonykodásra koncentrál.
Kevin újra találkozik Margarettel. Közösen feldíszítik a palotát karácsonyra. Margaret lehangoltnak érzi magát amiatt, ahogy a dolgok végződtek. Egy esti rendezvényen táncolnak, ám Lady Fiona Pembroke, Margaret unokatestvére megzavarja őket. Senki sem tud róla, hogy Fiona szinte az egész családja kis vagyonát elköltötte, és ahhoz folyamodik, hogy szolgái, Reggie és Mindy zsebmetszőként kirabolják a parti vendégeit.
Visszatérve a lepusztult Pembroke-birtokra, Fionának az az ötlete támad, hogy felveszi Margaret személyazonosságát (akire nagyon hasonlít, csak a szőke haját kell barnára festenie), királynővé koronáztatja magát, és a királyi kincstárból egy jelentős összeget saját magának utal át, majd lelép.
Margaret bevallja, hogy túlságosan lefoglalják a királyi ügyek ahhoz, hogy időt töltsön Kevinnel. A dolgokat tovább bonyolítja Antonio Rossi gróf, a kabinetfőnök, aki udvarol Margaretnek, és elülteti Kevinben a kétségek magvait, hogy valaha is megfelelő párja lehet a leendő királynőnek.
Stacy úgy dönt, hogy a dolgok csak úgy hozhatók rendbe, ha ő és Margaret ismét személyazonosságot cserélnek, így ő és Kevin a délutánt maguknak szentelhetik, míg Stacy gondoskodik Margaret programjáról. A csere megtörténik, Olivia hátramarad, hogy elterelje Edward figyelmét, míg Margaret és Kevin elmennek a helyi karácsonyi parkba. Ott Kevin kifejezi kételyeit azzal kapcsolatban, hogy Margaret egyenrangú partnere lehet-e. A nő meggyőzi őt, hogy ezek az aggodalmak lényegtelenek, amíg szeretik egymást.
Reggie és Mindy elrabolják Stacy-t, mivel Margaretnek hiszik, és bezárják a Pembroke Manor pincéjébe. Fiona éppen akkor lép közbe, amikor Margaret visszatér; rájön, hogy a nő, akivel beszél, nem Stacy.
Margaret elmagyarázza az igazságot Edward hercegnek, odarohannak a Pembroke Manorhoz és megmentik Stacyt Reggie-től és Mindytől, akiket letartóztatnak, és ők felfedik Fiona tervét.
Antonio rájön az igazságra, mivel Fiona elfelejtett eltakarni egy tetoválást az ujján. Elmondja neki, hogy egy nappal előre hozza a koronázást és utána segít neki elmenekülni az országból, ha beleegyezik, hogy felosztja vele a kincstárat. Amikor a koronázásra kerülne sor, Margaret és Stacy megérkezik, és leleplezik Fionát és Antoniót; utóbbit letartóztatják, míg előbbi bevallja a csalást, és elárulja, hogy Kevin a repülőtérre tart.
Megállítják Kevint, amikor éppen fel akar szállni a repülőgépre, és Margarettel a helyszínen összeházasodik egy éppen ott lévő papnál.
Stacy és Edward megerősítik egymás iránti szerelmüket, a nő megígéri, hogy több időt szán rájuk, a férfi pedig megígéri, hogy nem fojtogatja őt a figyelmével. Margaretet Montenaro királynőjévé koronázzák, miközben Stacy, Edward, Olivia és Fiona (rendőrök kíséretében) a tömegben ünnepli.

## Szereplők
| Szerep                          | Színész                   | Magyar hang        |
| ------------------------------- | ------------------------- | ------------------ |
| Margaret Delacourt              | Vanessa Hudgens           | Bogdányi Titanilla |
| Stacy DeNovo                    | Vanessa Hudgens           | Bogdányi Titanilla |
| Lady Fiona Pembroke             | Vanessa Hudgens           | Bogdányi Titanilla |
| Edward herceg                   | Sam Palladio              | Szatory Dávid      |
| Kevin Richards                  | Nick Sagar                | Fehér Tibor        |
| Frank De Luca                   | Mark Fleischmann          | ?                  |
| Mrs. Donatelli                  | Suanne Braun              | Pápai Erika        |
| Olivia Richards, Kevin kislánya | Mia Lloyd                 | ?                  |
| Antonio Rossi, személyi titkár  | Lachlan Nieboer           | ?                  |
| Reggie                          | Ricky Norwood             | Markovics Tamás    |
| Mindy                           | Florence Hall             | Csuha Borbála      |
| taxisofőr                       | Robin Soans               | Harsányi Gábor     |
| Pap a repülőtéren               | Giles Taylor              | Barbinek Péter     |
| Amber Eve Charlton királynő     | Rose McIver (cameoszerep) | nem szólal meg     |
| Richard Bevan Charlton király   | Ben Lamb (cameoszerep)    | nem szólal meg     |

## Fordítás
- Ez a szócikk részben vagy egészben  a   The Princess Switch: Switched Again című angol Wikipédia-szócikk fordításán alapul.  Az eredeti cikk szerkesztőit annak laptörténete sorolja fel. Ez a jelzés csupán a megfogalmazás eredetét és a szerzői jogokat jelzi, nem szolgál a cikkben szereplő információk forrásmegjelöléseként.